# Tercera División de Chile 2006
El Torneo Nacional de Tercera División de Chile de 2006 fue disputado por 44 equipos de todo el país, con jugadores nacionales menores de 23 años, razón por la cual el torneo, en todas sus ediciones, es conocido como Torneo Nacional Sub-23. 
El Campeonato se jugó entre marzo y diciembre de 2006, en cinco fases. Entregó un cupo de ascenso a la Primera B, obtenido por Municipal Iquique, campeón del Torneo, y, dado que no existe una división inferior, no se ha consideró descenso. 

## Movimientos divisionales
| Pos | a Primera B de Chile 2006 |
| --- | ------------------------- |
| 1º  | Curicó Unido (Campeón)    |

| Pos | Aceptados en Tercera División de Chile 2006 |
| --- | ------------------------------------------- |
| -   | Deportes Concepción B (Filial)              |
| -   | Deportes Cerro Navia                        |
| -   | Deportivo Arauco                            |
| -   | Graneros Unido                              |
| -   | Provincial Talagante                        |
| -   | Rayo del Pacífico                           |

| Pos | Expansión (Zona Norte)  |
| --- | ----------------------- |
| -   | Cobreloa B (Filial)     |
| -   | Cooferro                |
| -   | Deportes Tocopilla      |
| -   | Municipal Alto Hospicio |
| -   | Revisora Ormazábal      |
| -   | Universidad Arturo Prat |
| -   | Universidad de Tarapacá |

| Pos | Regresa a la Competencia. |
| --- | ------------------------- |
| -   | Huachipato B (Filial)     |

| Pos       | desde Primera B de Chile 2005 |
| --------- | ----------------------------- |
| 10º (Pr.) | Deportes Ovalle               |
| 11º (Pr.) | Deportes Naval                |
| 12º (Pr.) | Deportes Arica                |

| Pos     | a Asociación de Origen |
| ------- | ---------------------- |
| 5º (ZC) | Santa Fe (Disuelto)    |

## Equipos participantes
| Equipo                                              | Ciudad                     |
| --------------------------------------------------- | -------------------------- |
| Barnechea                                           | Lo Barnechea               |
| Archivo:600px 600px solid HEX-FFA500.svg Cobreloa B | Calama                     |
| Colchagua                                           | San Fernando               |
| Constitución Unido                                  | Constitución               |
| Cooferro                                            | Mejillones                 |
| Corporación Municipal de Nuñoa                      | Nuñoa                      |
| Deportes Brasil                                     | Putaendo                   |
| Deportes Cerro Navia                                | Cerro Navia                |
| Deportes Concepción B                               | Concepción                 |
| Deportes Ovalle                                     | Ovalle                     |
| Deportes Quilicura                                  | Quilicura                  |
| Deportes Santa Cruz                                 | Santa Cruz                 |
| Deportes Tocopilla                                  | Tocopilla                  |
| Deportes Valdivia                                   | Valdivia                   |
| Deportivo Arauco                                    | Arauco                     |
| Deportivo Arellano                                  | San Miguel                 |
| Deportivo Luis Musrri                               | Mallarauco                 |
| Ferroviarios de Chile                               | Estación Central           |
| Graneros Unido                                      | Graneros                   |
| General Velásquez                                   | San Vicente de Tagua Tagua |
| Hosanna                                             | La Pintana                 |
| Huachipato B                                        | Talcahuano                 |
| Iberia                                              | Los Ángeles                |
| Instituto Nacional                                  | Santiago                   |
| Juventud Puente Alto                                | Puente Alto                |
| Linares Unido                                       | Linares                    |
| Luis Matte Larraín                                  | Puente Alto                |
| Malleco Unido                                       | Angol                      |
| Municipal Alto Hospicio                             | Alto Hospicio              |
| Municipal Iquique                                   | Iquique                    |
| Municipal Limache                                   | Limache                    |
| Provincial Talagante                                | Talagante                  |
| Rayo del Pacífico                                   | Algarrobo                  |
| Rengo Unido                                         | Rengo                      |
| Revisora Ormazábal                                  | Antofagasta                |
| San Antonio Unido                                   | San Antonio                |
| San Marcos de Arica                                 | Arica                      |
| Trasandino                                          | Los Andes                  |
| Unión Quilpué                                       | Quilpué                    |
| Universidad Arturo Prat                             | Iquique                    |
| Universidad Católica B                              | Las Condes                 |
| Universidad de Chile B                              | Nuñoa                      |
| Universidad de Tarapacá                             | Arica                      |

## Torneo de apertura «Hugo Silva Verdugo»[1]

### Primera fase

#### Zona sur
| Pos | Equipo                | Pts | PJ | G | E | P | GF | GC | DIF |
| --- | --------------------- | --- | -- | - | - | - | -- | -- | --- |
| 1   | Deportes Valdivia     | 23  | 12 | 7 | 2 | 3 | 22 | 16 | 6   |
| 2   | Malleco Unido         | 19  | 12 | 5 | 4 | 3 | 22 | 15 | 7   |
| 3   | Deportes Concepción B | 17  | 12 | 4 | 5 | 3 | 18 | 18 | 0   |
| 4   | Huachipato B          | 16  | 12 | 5 | 1 | 6 | 19 | 18 | 1   |
| 5   | Iberia                | 16  | 12 | 5 | 1 | 6 | 11 | 10 | 0   |
| 6   | Naval                 | 15  | 12 | 4 | 3 | 5 | 15 | 19 | -4  |
| 7   | Deportivo Arauco      | 11  | 12 | 3 | 2 | 7 | 12 | 22 | -10 |

#### Zona Centro Sur
| Pos | Equipo              | Pts | PJ | G | E | P | GF | GC | DIF |
| --- | ------------------- | --- | -- | - | - | - | -- | -- | --- |
| 1   | Colchagua           | 27  | 12 | 8 | 3 | 1 | 30 | 13 | 17  |
| 2   | Linares Unido       | 25  | 12 | 8 | 1 | 3 | 29 | 16 | 13  |
| 3   | Deportes Santa Cruz | 19  | 12 | 5 | 4 | 3 | 11 | 10 | 1   |
| 4   | Rengo Unido         | 15  | 12 | 5 | 0 | 7 | 10 | 19 | -9  |
| 5   | Graneros Unido      | 14  | 12 | 4 | 2 | 6 | 18 | 27 | -9  |
| 6   | Constitución Unido  | 11  | 12 | 3 | 2 | 7 | 11 | 12 | -1  |
| 7   | General Velásquez   | 8   | 12 | 2 | 2 | 8 | 14 | 26 | -12 |

#### Zona Centro 1
| Pos | Equipo                         | Pts | PJ | G  | E | P  | GF | GC | DIF |
| --- | ------------------------------ | --- | -- | -- | - | -- | -- | -- | --- |
| 1   | Instituto Nacional             | 33  | 12 | 11 | 0 | 1  | 46 | 10 | 36  |
| 2   | Provincial Talagante           | 31  | 12 | 7  | 2 | 3  | 32 | 14 | 18  |
| 3   | Luis Matte Larraín             | 23  | 12 | 5  | 1 | 6  | 23 | 15 | 8   |
| 4   | Corporación Municipal de Ñuñoa | 16  | 12 | 2  | 1 | 9  | 32 | 23 | 9   |
| 5   | Juventud Puente Alto           | 7   | 12 | 2  | 1 | 9  | 19 | 33 | -14 |
| 6   | Ferroviarios                   | 7   | 12 | 2  | 1 | 9  | 13 | 38 | -25 |
| 7   | Deportivo Arellano             | 6   | 12 | 2  | 0 | 10 | 11 | 43 | -32 |

#### Zona Centro 2
| Pos | Equipo                 | Pts | PJ | G | E | P  | GF | GC | DIF |
| --- | ---------------------- | --- | -- | - | - | -- | -- | -- | --- |
| 1   | Hosanna                | 27  | 12 | 8 | 3 | 1  | 42 | 12 | 30  |
| 2   | Barnechea              | 23  | 12 | 7 | 2 | 3  | 29 | 16 | 13  |
| 3   | San Antonio Unido      | 22  | 12 | 7 | 1 | 4  | 33 | 18 | 15  |
| 4   | Universidad de Chile B | 19  | 12 | 6 | 1 | 5  | 26 | 18 | 8   |
| 5   | Deportivo Luis Musrri  | 15  | 12 | 5 | 0 | 7  | 23 | 32 | -9  |
| 6   | Deportes Quilicura     | 12  | 12 | 4 | 0 | 8  | 17 | 35 | -18 |
| 7   | Deportes Cerro Navia   | 4   | 12 | 1 | 1 | 10 | 14 | 53 | -39 |

#### Zona Centro Norte
| Pos | Equipo                 | Pts | PJ | G | E | P  | GF | GC | DIF |
| --- | ---------------------- | --- | -- | - | - | -- | -- | -- | --- |
| 1   | Universidad Católica B | 29  | 12 | 9 | 2 | 1  | 32 | 11 | 21  |
| 2   | Trasandino             | 28  | 12 | 9 | 1 | 2  | 39 | 14 | 25  |
| 3   | Municipal Limache      | 21  | 12 | 6 | 3 | 3  | 27 | 18 | 9   |
| 4   | Deportes Ovalle        | 18  | 12 | 5 | 3 | 4  | 35 | 15 | 20  |
| 5   | Unión Quilpué          | 16  | 12 | 4 | 4 | 4  | 29 | 23 | 6   |
| 6   | Rayo del Pacífico      | 7   | 12 | 2 | 1 | 9  | 17 | 34 | -17 |
| 7   | Deportes Brasil        | 0   | 12 | 0 | 0 | 12 | 9  | 73 | -64 |

|  | Clasificado a la Segunda fase. |

#### Zona norte
La Zona Norte se dividió en dos grupos: Zona Norte A y Zona Norte B. En el primer grupo jugaron San Marcos de Arica, Universidad Arturo Prat, Municipal Alto Hospicio y Deportes Tocopilla, mientras que en el segundo lo hicieron Revisora Ormazábal, Municipal Iquique, Universidad de Tarapacá y Cooferro. Los dos primeros de cada grupo clasificaban a semifinales, enfrentándose en partidos de ida y vuelta. Los ganadores llegaban a la final, en la cual, también en partidos de ida y vuelta, definía al equipo clasificado a la segunda fase del Torneo de Apertura.

##### Zona Norte A
| Pos | Equipo                  | Pts | PJ | G | E | P | GF | GC | DIF |
| --- | ----------------------- | --- | -- | - | - | - | -- | -- | --- |
| 1   | San Marcos de Arica     | 18  | 6  | 6 | 0 | 0 | 22 | 5  | 17  |
| 2   | Universidad Arturo Prat | 8   | 6  | 2 | 2 | 2 | 10 | 10 | 0   |
| 3   | Municipal Alto Hospicio | 4   | 6  | 1 | 1 | 4 | 5  | 11 | -6  |
| 4   | Deportes Tocopilla      | 4   | 6  | 1 | 1 | 4 | 4  | 15 | -11 |

##### Zona Norte B
| Pos | Equipo                  | Pts | PJ | G | E | P | GF | GC | DIF |
| --- | ----------------------- | --- | -- | - | - | - | -- | -- | --- |
| 1   | Revisora Ormazábal      | 12  | 6  | 4 | 0 | 2 | 6  | 4  | 2   |
| 2   | Municipal Iquique       | 10  | 6  | 3 | 1 | 2 | 11 | 8  | 3   |
| 3   | Universidad de Tarapacá | 10  | 6  | 3 | 1 | 2 | 10 | 7  | 3   |
| 4   | Cooferro                | 2   | 6  | 0 | 2 | 4 | 3  | 11 | -8  |

|  | Clasificado a la Semifinales. |

##### Semifinales
| 18 de junio de 2006 | Revisora Ormazábal | 2:2 | Universidad Arturo Prat |  |  |

| 24 de junio de 2006 | Universidad Arturo Prat | 0:0 | Revisora Ormazábal |  |  |

Marcador agregado 2–2. Universidad Arturo Prat avanza a semifinales de la Zona Norte por la regla del gol de visitante.

| 18 de junio de 2006 | San Marcos de Arica | 2:1 | Municipal Iquique |  |  |

| 24 de junio de 2006 | Municipal Iquique | 2:1 | San Marcos de Arica |  |  |

Marcador agregado 3–3. San Marcos de Arica avanza a semifinales de la Zona Norte por definición a penales (5-4).

##### Final
| 1 de julio de 2006 | San Marcos de Arica | 4:0 | Universidad Arturo Prat |  |  |

| 8 de julio de 2006 | Universidad Arturo Prat | 3:2 | San Marcos de Arica |  |  |

Marcador agregado 6–3. San Marcos de Arica avanza a la segunda fase del Torneo de Apertura de la Tercera División de Chile 2006.

### Segunda fase

#### Cuartos de final
| 16 de julio de 2006 | Deportes Valdivia | 2:2 | Colchagua |  |  |

Colchagua avanza a semifinales del Torneo de Apertura por definición a penales (4-2).

| 22 de julio de 2006 | Hosanna | 2:2 | San Marcos de Arica |  |  |

San Marcos de Arica avanza a semifinales del Torneo de Apertura por definición a penales (5-4).

| 23 de julio de 2006 | Universidad Católica B | 1:5 | Instituto Nacional |  |  |

No obstante perder con Colchagua, Deportes Valdivia clasificó como mejor perdedor a semifinales.

#### Semifinales
A los ganadores se les asignaban tres puntos de bonificación para el Torneo de Clausura, mientras que a los perdedores se les asignaba un punto.
| 29 de julio de 2006 | San Marcos de Arica | 0:1 | Deportes Valdivia |  |  |

| 29 de julio de 2006 | Instituto Nacional | 1:0 | Colchagua |  |  |

#### Final
| 15 de agosto de 2006 | Deportes Valdivia | 1:0 | Instituto Nacional |  |  |
|                      | Carrasco 63'      |     |                    |  |  |

## Torneo de clausura «Hugo Silva Verdugo»[1]

### Primera fase

#### Zona sur
| Pos | Equipo                | Pts | PJ | G  | E | P  | GF | GC | DIF |
| --- | --------------------- | --- | -- | -- | - | -- | -- | -- | --- |
| 1   | Iberia                | 32  | 12 | 10 | 2 | 0  | 27 | 4  | 23  |
| 2   | Deportes Valdivia     | 24  | 12 | 6  | 3 | 3  | 18 | 11 | 7   |
| 3   | Huachipato B          | 18  | 12 | 5  | 3 | 4  | 20 | 15 | 5   |
| 4   | Deportes Concepción B | 15  | 12 | 4  | 3 | 5  | 21 | 20 | 1   |
| 5   | Naval                 | 15  | 12 | 4  | 3 | 5  | 14 | 16 | -2  |
| 6   | Malleco Unido         | 14  | 12 | 3  | 5 | 4  | 16 | 17 | -1  |
| 7   | Deportes Arauco       | 1   | 12 | 0  | 1 | 11 | 7  | 40 | -33 |

#### Zona Centro Sur
| Pos | Equipo              | Pts | PJ | G | E | P  | GF | GC | DIF |
| --- | ------------------- | --- | -- | - | - | -- | -- | -- | --- |
| 1   | Colchagua           | 30  | 12 | 9 | 2 | 1  | 32 | 20 | 12  |
| 2   | Linares Unido       | 29  | 12 | 9 | 2 | 1  | 35 | 9  | 26  |
| 3   | Deportes Santa Cruz | 19  | 12 | 5 | 4 | 3  | 23 | 17 | 6   |
| 4   | General Velásquez   | 14  | 12 | 4 | 2 | 5  | 15 | 20 | -5  |
| 5   | Graneros Unido      | 11  | 12 | 3 | 2 | 6  | 13 | 19 | -6  |
| 6   | Constitución Unido  | 9   | 12 | 2 | 3 | 6  | 17 | 22 | -5  |
| 7   | Rengo Unido         | 1   | 12 | 0 | 1 | 10 | 5  | 33 | -28 |

#### Zona Centro 1
| Pos | Equipo                         | Pts | PJ | G  | E | P  | GF | GC | DIF |
| --- | ------------------------------ | --- | -- | -- | - | -- | -- | -- | --- |
| 1   | Instituto Nacional             | 36  | 12 | 11 | 0 | 1  | 38 | 12 | 26  |
| 2   | Corporación Municipal de Ñuñoa | 25  | 12 | 8  | 1 | 3  | 27 | 15 | 12  |
| 3   | Provincial Talagante           | 23  | 12 | 7  | 2 | 3  | 27 | 11 | 16  |
| 4   | Juventud Puente Alto           | 17  | 12 | 5  | 2 | 5  | 16 | 20 | -4  |
| 5   | Luis Matte Larraín             | 16  | 12 | 4  | 2 | 6  | 16 | 21 | -5  |
| 6   | Ferroviarios                   | 7   | 12 | 1  | 4 | 7  | 12 | 42 | -30 |
| 7   | Deportivo Arellano             | 1   | 12 | 0  | 1 | 11 | 5  | 20 | -15 |

#### Zona Centro 2
| Pos | Equipo                 | Pts | PJ | G  | E | P  | GF | GC | DIF |
| --- | ---------------------- | --- | -- | -- | - | -- | -- | -- | --- |
| 1   | Hosanna                | 32  | 12 | 10 | 2 | 0  | 35 | 12 | 23  |
| 2   | San Antonio Unido      | 24  | 12 | 7  | 3 | 2  | 19 | 14 | 5   |
| 3   | Deportes Quilicura     | 18  | 12 | 5  | 3 | 4  | 31 | 24 | 7   |
| 4   | Barnechea              | 18  | 12 | 5  | 3 | 4  | 17 | 15 | 2   |
| 5   | Universidad de Chile B | 17  | 12 | 5  | 2 | 5  | 24 | 17 | 7   |
| 6   | Luis Musrri            | 4   | 12 | 0  | 4 | 8  | 7  | 26 | -19 |
| 7   | Deportes Cerro Navia   | 4   | 12 | 1  | 1 | 10 | 13 | 38 | -25 |

#### Zona Centro Norte
| Pos | Equipo                 | Pts | PJ | G  | E | P  | GF | GC  | DIF |
| --- | ---------------------- | --- | -- | -- | - | -- | -- | --- | --- |
| 1   | Trasandino             | 29  | 12 | 10 | 0 | 2  | 64 | 8   | 56  |
| 2   | Deportes Ovalle        | 28  | 12 | 10 | 0 | 2  | 38 | 12  | 26  |
| 3   | Municipal Limache      | 21  | 12 | 8  | 1 | 3  | 49 | 26  | 23  |
| 4   | Unión Quilpué          | 18  | 12 | 5  | 2 | 5  | 30 | 18  | 12  |
| 5   | Universidad Católica B | 16  | 12 | 5  | 1 | 6  | 25 | 23  | 2   |
| 6   | Rayo del Pacífico      | 7   | 12 | 2  | 0 | 10 | 26 | 46  | -20 |
| 7   | Deportes Brasil        | 0   | 12 | 0  | 0 | 12 | 10 | 109 | -99 |

#### Zona norte
| Pos | Equipo                  | Pts | PJ | G  | E | P  | GF | GC | DIF |
| --- | ----------------------- | --- | -- | -- | - | -- | -- | -- | --- |
| 1   | Municipal Iquique       | 39  | 16 | 12 | 3 | 1  | 41 | 9  | 32  |
| 2   | San Marcos de Arica     | 36  | 16 | 11 | 2 | 3  | 40 | 13 | 27  |
| 3   | Universidad Arturo Prat | 25  | 16 | 7  | 4 | 5  | 28 | 23 | 5   |
| 4   | Deportes Tocopilla      | 24  | 16 | 7  | 3 | 6  | 16 | 23 | -7  |
| 5   | Revisora Ormazábal      | 21  | 16 | 6  | 3 | 7  | 19 | 22 | -3  |
| 6   | Cobreloa B              | 18  | 16 | 4  | 6 | 6  | 22 | 28 | -6  |
| 7   | Municipal Alto Hospicio | 17  | 16 | 5  | 2 | 9  | 20 | 25 | -5  |
| 8   | Cooferro                | 13  | 16 | 3  | 4 | 9  | 19 | 40 | -21 |
| 9   | Universidad de Tarapacá | 10  | 16 | 3  | 1 | 12 | 12 | 34 | -22 |

|  | Clasificado a la Segunda fase. |

### Segunda fase
| 28 de octubre de 2006 | Deportes Valdivia | 2:1 | Colchagua |  |  |

| 5 de noviembre de 2006 | Colchagua | 3:2 | Deportes Valdivia |  |  |

Marcador agregado 4–4. Deportes Valdivia avanza a la tercera fase por definición a penales (4-2).

| 28 de octubre de 2006 | San Marcos de Arica | 0:1 | Hosanna |  |  |

| 4 de noviembre de 2006 | Hosanna | 2:1 | San Marcos de Arica |  |  |

Marcador agregado 3–1. Hosanna avanza a la tercera fase.

| 28 de octubre de 2006 | Corporación Municipal de Ñuñoa | 2:6 | Trasandino |  |  |

| 4 de noviembre de 2006 | Trasandino | 4:3 | Corporación Municipal de Ñuñoa |  |  |

Marcador agregado 10–5. Trasandino avanza a la tercera fase.

| 28 de octubre de 2006 | Deportes Ovalle | 0:0 | Instituto Nacional |  |  |

| 4 de noviembre de 2006 | Instituto Nacional | 1:0 | Deportes Ovalle |  |  |

Marcador agregado 1–0. Instituto Nacional avanza a la tercera fase.

| 29 de octubre de 2006 | Linares Unido | 2:1 | Iberia |  |  |

| 5 de noviembre de 2006 | Iberia | 2:0 | Linares Unido |  |  |

Marcador agregado 3–2. Iberia avanza a la tercera fase.

| 29 de octubre de 2006 | San Antonio Unido | 0:0 | Municipal Iquique |  |  |

| 4 de noviembre de 2006 | Municipal Iquique | 4:0 | San Antonio Unido |  |  |

Marcador agregado 4–0. Municipal Iquique avanza a la tercera fase.

### Tercera fase
| 12 de noviembre de 2006 | Instituto Nacional | 3:2 | Trasandino |  |  |

| 12 de noviembre de 2006 | Hosanna | 1:3 | Municipal Iquique |  |  |

| 12 de noviembre de 2006 | Iberia | 3:1 | Deportes Valdivia |  |  |

| 18 de noviembre de 2006 | Municipal Iquique | 0:1 | Hosanna |  |  |

| 19 de noviembre de 2006 | Trasandino | 1:1 | Instituto Nacional |  |  |

| 19 de noviembre de 2006 | Deportes Valdivia | 1:2 | Iberia |  |  |

Nota: Hosanna clasifica como mejor perdedor..

### Cuadrangular Final
| Pos | Equipo             | Pts | PJ | G | E | P | GF | GC | DIF |
| --- | ------------------ | --- | -- | - | - | - | -- | -- | --- |
| 1   | Municipal Iquique  | 15  | 6  | 5 | 0 | 1 | 13 | 5  | 8   |
| 2   | Iberia             | 9   | 6  | 3 | 0 | 3 | 10 | 8  | 2   |
| 3   | Instituto Nacional | 9   | 6  | 3 | 0 | 3 | 12 | 12 | 0   |
| 4   | Hosanna            | 3   | 6  | 1 | 0 | 5 | 8  | 18 | -10 |

## Campeón
| Campeón Municipal Iquique     |
| Asciende a Primera B de Chile |